# Bầu trời đêm

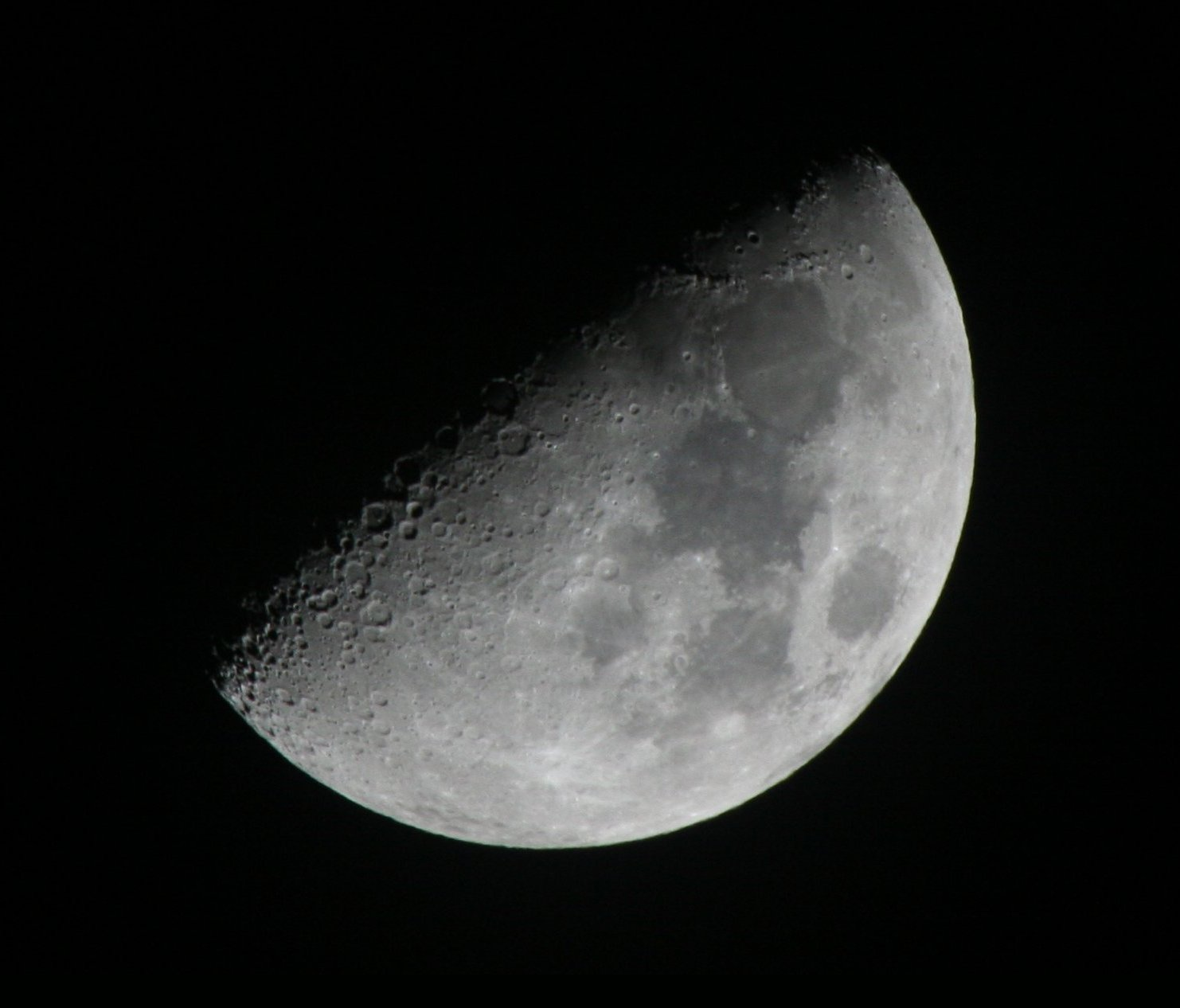
Mặt Trăng là vật thể chính thường được quan sát nhiều nhất trên bầu trời đêm, và đôi khi có thể nhìn thấy vào ban ngày.

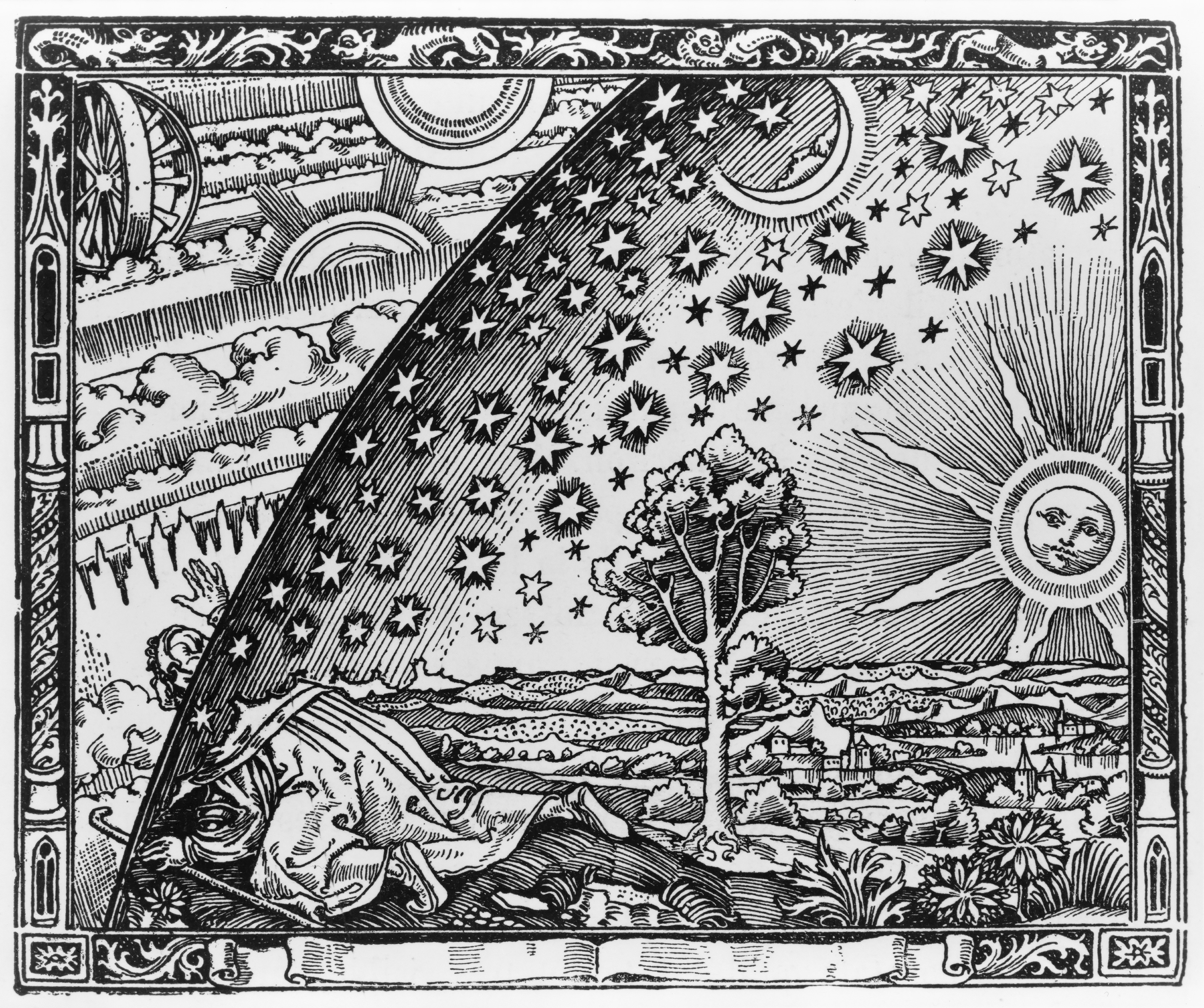
Tranh khắc Flammarion, Paris 1888

Thuật ngữ bầu trời đêm, thường được liên kết với thiên văn học từ Trái Đất, đề cập đến sự xuất hiện vào ban đêm của các thiên thể như sao, hành tinh và Mặt Trăng, có thể nhìn thấy trên bầu trời trong mây từ lúc mặt trời lặn cho tới lúc mặt trời mọc, khi Mặt Trời ở dưới đường chân trời.
Các nguồn ánh sáng tự nhiên trên bầu trời đêm bao gồm ánh trăng, ánh sao và ánh khí, tùy thuộc vào vị trí và thời gian. Cực quang thắp sáng bầu trời ở các vùng phía trên các vòng cực. Đôi khi, một sự bùng nổ khối lượng lớn từ nhật hoa Mặt Trời hoặc đơn giản là mức gió mặt trời cao có thể mở rộng hiện tượng về phía Xích đạo.
Bầu trời đêm và các nghiên cứu về nó có một vị trí lịch sử trong cả nền văn hóa cổ đại và hiện đại. Trước đây, ví dụ, nông dân đã sử dụng trạng thái của bầu trời đêm như là tấm lịch để xác định thời điểm trồng cây nông nghiệp. Nhiều nền văn hóa đã vẽ các chòm sao giữa các ngôi sao trên bầu trời, sử dụng chúng kết hợp với truyền thuyết và thần thoại về các vị thần của họ.
Niềm tin về chiêm tinh học được phát triển từ xa xưa nói chung dựa trên niềm tin rằng các mối quan hệ giữa các thiên thể ảnh hưởng hoặc truyền đạt thông tin về các sự kiện trên Trái Đất. Nghiên cứu khoa học về các thiên thể có thể nhìn thấy vào ban đêm thuộc lĩnh vực của thiên văn học quan sát.
Tầm nhìn của các thiên thể trên bầu trời đêm bị ảnh hưởng bởi ô nhiễm ánh sáng. Sự hiện diện của Mặt Trăng trên bầu trời đêm trong lịch sử đã cản trở việc quan sát thiên văn bằng cách tăng lượng sáng xung quanh. Tuy nhiên, với sự ra đời của các nguồn sáng nhân tạo, ô nhiễm ánh sáng đã trở thành một vấn đề ngày càng tăng đối với việc ngắm bầu trời đêm. Các bộ lọc quang và sửa đổi cho các thiết bị chiếu sáng có thể giúp giảm bớt vấn đề này, nhưng để có tầm nhìn tối ưu, cả các nhà thiên văn học chuyên nghiệp và nghiệp dư đều tìm kiếm các địa điểm cách xa bầu trời đô thị.

## Độ sáng
Bầu trời ban đêm không hoàn toàn tối tăm, ngay cả khi không có Mặt Trăng hoặc ánh đèn thành phố, có thể dễ thấy điều này vì nếu bầu trời đêm hoàn toàn tối, ta sẽ không thể phân biệt bầu trời với hình bóng của các vật thể và mặt đất (xem ảnh bên). Tuy nhiên, cũng có nghịch lý Olbers: với rất nhiều ngôi sao trên bầu trời đêm, chúng cũng không thể làm cho bầu trời đêm cực kỳ sáng.

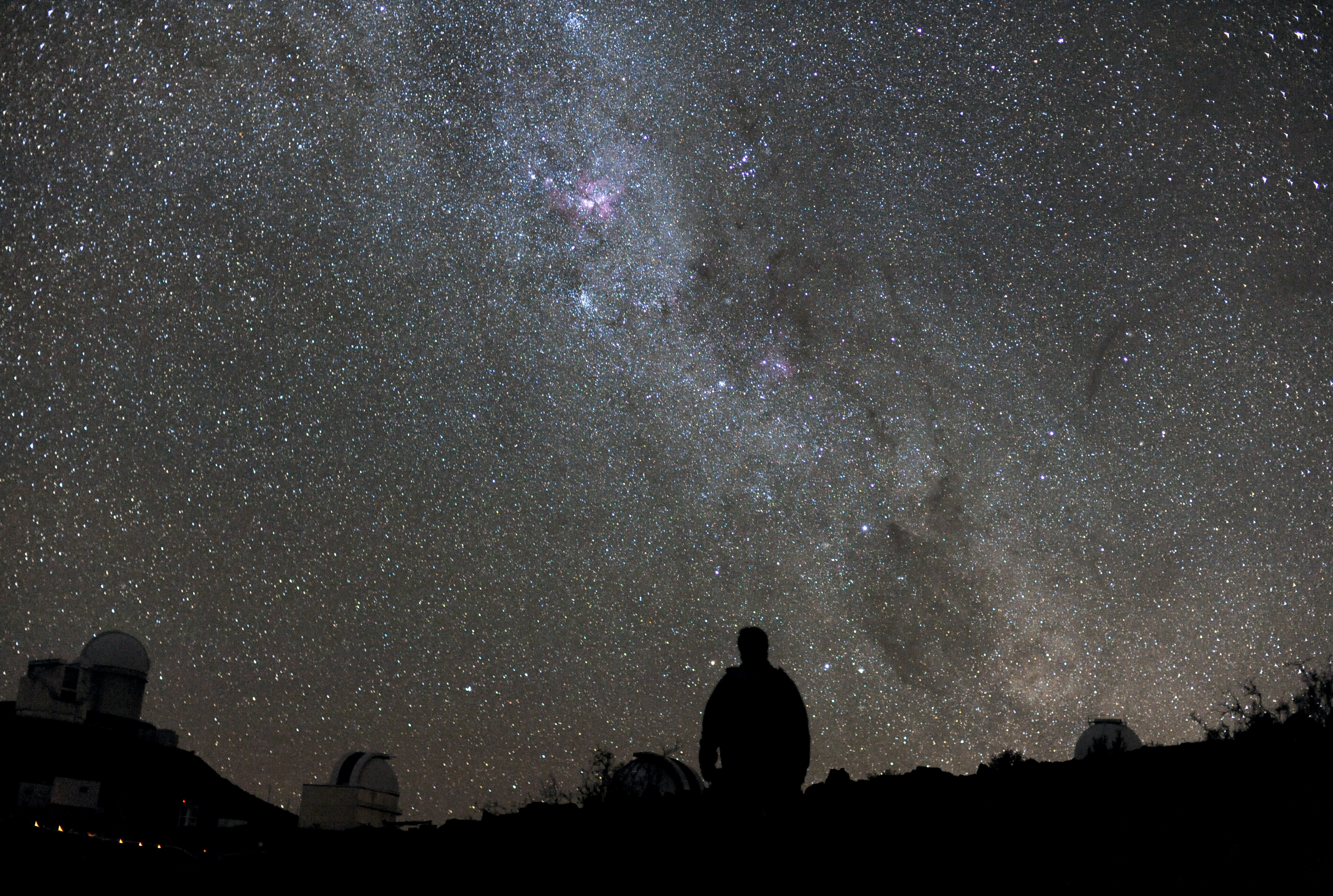
Dải Ngân Hà trông sáng hơn ở bán cầu Nam so với bán cầu Bắc (ảnh chụp ở Đài thiên văn La Silla)

Độ sáng của bầu trời cũng biến đổi nhiều trong suốt một ngày và nguyên nhân chủ yếu cũng khác nhau. Vào ban ngày khi Mặt Trời ở phía trên đường chân trời, sự tán xạ trực tiếp của ánh sáng Mặt Trời (sự tán xạ Rayleigh) là nguồn ánh sáng chủ yếu trên bầu trời, lấn át ánh sáng sao và của các thiên thể khác. Lúc chạng vạng, khoảng thời gian không lâu trước khi mặt trời mọc hoặc sau khi mặt trời lặn, khi vẫn còn ánh sáng Mặt Trời tán xạ trên khí quyển, độ sáng của bầu trời giảm dần theo từng giai đoạn của chạng vạng. Chạng vạng được chia làm ba giai đoạn dựa vào góc bên dưới đường chân trời của Mặt Trời, theo mỗi khoảng 6 độ.
Ngay sau khi mặt trời lặn là chạng vạng dân dụng, và giai đoạn này kết thúc lúc góc cao Mặt Trời xuống hơn -6°, dưới đường chân trời. Giai đoạn kế tiếp là chạng vạng hàng hải khi góc cao của Mặt Trời nằm giữa -6° và -12°, và giai đoạn cuối cùng là chạng vạng thiên văn, được định nghĩa là khoảng thời gian từ -12° tới -18°. Khi Mặt Trời xuống thấp hơn -18°, bầu trời đạt độ sáng tối thiểu, ban đêm bắt đầu.
Một vài nguồn sáng có thể được nhận diện là nguồn gốc của độ sáng tối thiểu của bầu trời, chẳng hạn ánh khí, cực quang, ánh sáng mặt trời tán xạ không trực tiếp, sự tán xạ của ánh sao, và ô nhiễm ánh sáng do con người.

## Các quan sát

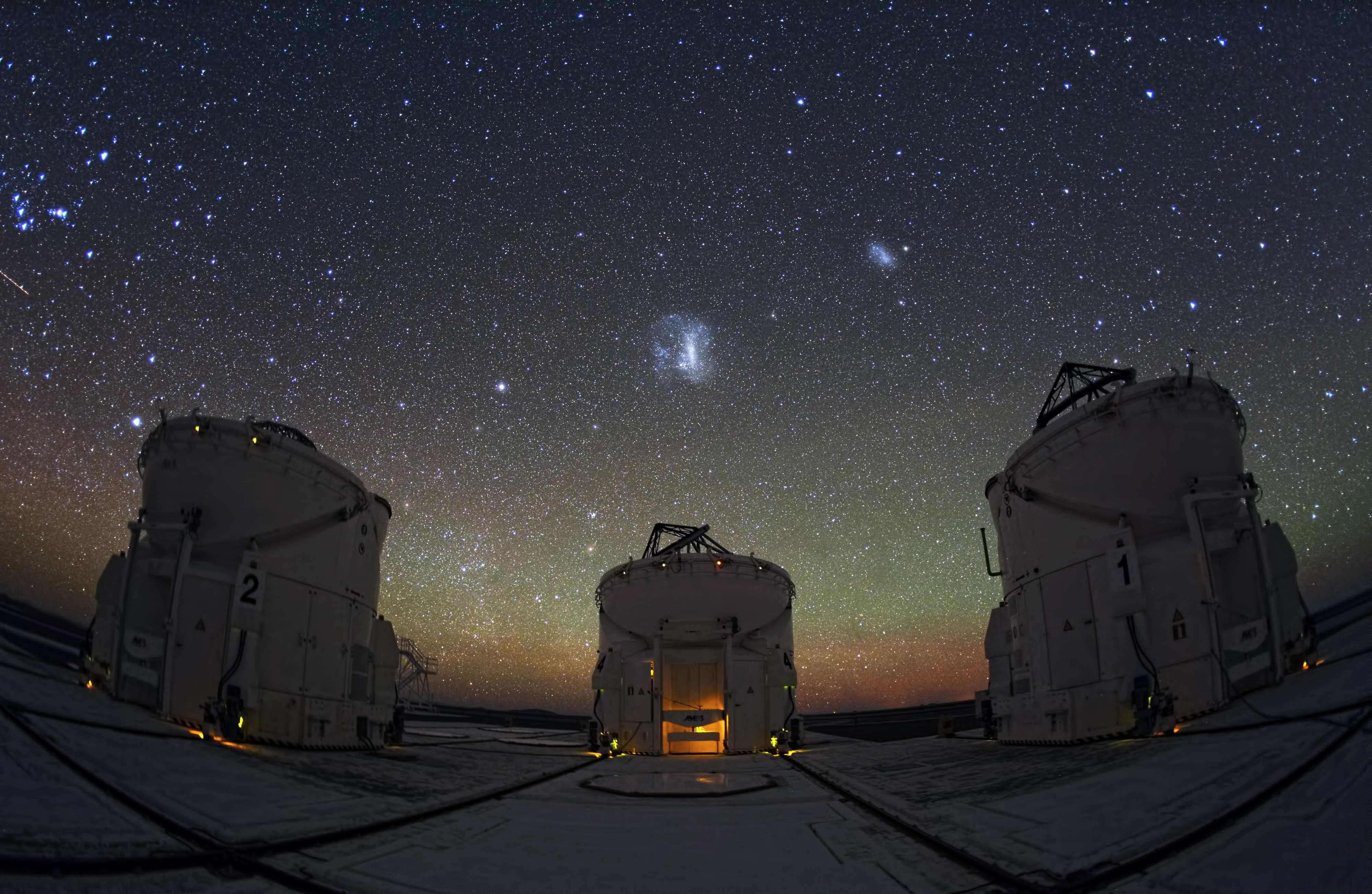
Đêm ở Đài thiên văn Paranal. Khái niệm noctcaelador chỉ sự cảm nhận tâm lý về vẻ đẹp của bầu trời ban đêm.

Tùy thuộc vào các điều kiện bầu trời địa phương như mây che phủ, độ ẩm, ô nhiễm và ô nhiễm ánh sáng, các vì sao quan sát được bởi mắt thường có thể xuất hiện dưới dạng hàng trăm, hàng nghìn, hoặc hàng vạn các điểm ánh sáng màu trắng trên một bầu trời gần tối đen cùng với một số tinh vân hay đám mây ánh sáng mờ. Thời cổ đại các ngôi sao thường được giả định là đều có cùng một khoảng cách tới Trái Đất và đều nằm trên một mái vòm cầu khổng lồ chụp lên mặt đất, bởi chúng ở quá xa để nhận thức về độ sâu có thể nhận biết được. Các sao quan sát được có những màu sắc từ xanh lam (nóng) cho đến đỏ (nguội), nhưng những điểm sáng nhỏ bé và mờ nhạt này phần lớn trông có màu trắng bởi chúng chỉ đủ nổi bật để kích thích tế bào hình que (cảm nhận độ sáng-tối) mà không đủ kích thích tế bào hình nón (cảm nhận màu sắc) của mắt người. Nếu bầu trời đặc biệt tối tăm và đối tượng cần quan sát là một thiên thể khá mờ nhạt, sự đảo ngược tầm nhìn có thể có ích.
Một người không thể đếm hết các ngôi sao trên bầu trời mà không cần hỗ trợ bởi vì chúng cực kỳ nhiều và không có cách nào để nhớ và phân biệt dễ dàng sao nào đã đếm và sao nào chưa. Phức tạp hơn, các sao mờ hơn có thể xuất hiện và biến mất tùy theo nơi mà người quan sát đang chú ý đến. Điều này gây nên một ấn tượng về bầu trời đầy sao hùng vĩ và mênh mông.
Bởi việc ngắm sao được thực hiện tốt nhất ở một nơi tối tăm, cách xa ánh đèn thành phố, nên điều quan trọng là cần đạt được và duy trì sự thích nghi với bóng tối. Đôi mắt phải mất vài phút để điều chỉnh với độ tối cần thiết để nhìn thấy hầu hết các ngôi sao và khó có thể nhận biết được môi trường xung quanh trên mặt đất. Trong khi đó, một đèn pin màu đỏ có thể được sử dụng để chiếu sáng các bản đồ sao, các bộ phận của kính thiên văn và những vật dụng khác mà không ảnh hưởng đến quá trình thích ứng với bóng tối. (Xem Hiệu ứng Purkinje).

### Chòm sao
Mặc dù thực ra không có đường nối tự nhiên nào trên bầu trời đêm, các chòm sao được vẽ trên nhiều bản đồ sao để giúp ích cho người ngắm sao nhận dạng vị trí các thiên thể. Các chòm sao trông rất nổi bật bởi các ngôi sao của chúng thường sáng hơn các sao xung quanh trên bầu trời. Các nền văn hóa khác nhau, chẳng hạn phương Tây, Trung Hoa, Ả Rập, Ấn Độ, các văn hóa bản địa... có những cách tập hợp ra các chòm sao khác nhau dựa trên những sự tưởng tượng khác nhau về những mẫu hình các điểm sáng ít nhiều ngẫu nhiên trên bầu trời. Thiên văn học hiện đại sử dụng 88 chòm sao của văn hóa phương Tây. Các chòm sao được xác định  theo độ nổi bật của các ngôi sao, mà không xét tới khoảng cách tương đối giữa chúng và với Trái Đất, giả định rằng các sao là những điểm sáng đều nằm trên một mái vòm của bầu trời.
Chòm sao Lạp Hộ là một trong những chòm sao nổi bật và dễ nhận biết bậc nhất. Chòm Đại Hùng hay Bắc Đẩu (Big Dipper trong tiếng Anh) rất nổi tiếng vì có ích cho việc định hướng trên bán cầu Bắc vì nó chỉ tới Polaris hay sao bắc cực.
Các ngôi sao cực (sao bắc cực và nam cực) rất đặc biệt bởi chúng nằm gần thẳng hàng với trục quay của Trái Đất vì thế chúng dường như chỉ ở tại chỗ trong khi các ngôi sao khác quay xung quanh chúng trong thời gian một đêm (hoặc một năm).

### Hành tinh
Các hành tinh là những thiên thể di chuyển qua bầu trời sao mỗi ngày một ít, sự di chuyển của chúng lặp lại theo chu kỳ phụ thuộc độ dài của năm hay chu kỳ quỹ đạo của hành tinh đó quanh hệ Mặt Trời.  Tên gọi hành tinh là "planet" có nguồn gốc tiếng Hy Lạp nghĩa là "người lang bạt". Các hành tinh qua mắt thường xuất hiện như những điểm ánh sáng trên bầu trời với độ sáng thay đổi. Các hành tinh tỏa sáng bởi chúng phản chiếu ánh sáng mặt trời được phản xạ hoặc tán xạ từ bề mặt hoặc khí quyển của hành tinh. Vì thế, vị trí tương đối giữa mặt trời, hành tinh và trái đất quyết định độ sáng của hành tinh. Với một kính thiên văn hoặc ống nhòm tốt, các hành tinh xuất hiện dưới dạng những đĩa tròn với kích thước hữu hạn (do độ phóng đại là hữu hạn), và thậm chí còn có thể quan sát thấy các vệ tinh đổ bóng xuống bề mặt của hành inh mẹ. Galileo Galilei là người đầu tiên quan sát được các vệ tinh của Sao Mộc bằng kính thiên văn vào thế kỷ thứ 17. Sao Kim là hành tinh nổi bật nhất, nó thường được gọi là "sao hôm", hay "sao mai" vào những thời điểm tương ứng buổi chiều tối hoặc sáng sớm, bởi vì nó trông sáng hơn các ngôi sao thực sự và là "ngôi sao" duy nhất có thể thấy được gần lúc mặt trời mọc hoặc mặt trời lặn, tùy vào vị trí quỹ đạo của nó; thậm chí bởi độ sáng của nó, Sao Kim đôi khi cũng được thấy vào ban ngày sau khi mặt trời mọc. Sao Thủy, Sao Hỏa, Sao Mộc, và Sao Thổ cũng rất nổi bật qua mắt thường trên bầu trời đêm. Tuy nhiên, Sao Thiên Vương và Sao Hải Vương chỉ có thể được quan sát bằng kính thiên văn.

### Mặt Trăng
Mặt Trăng của Trái Đất qua mắt thường trông giống một cái đĩa xám trên bầu trời, trên bề mặt của nó có nhiều hố có thể thấy được. Tùy vào vị trí chính xác, kích thước của nó nằm trong khoảng 29-33 phút góc. Trong thời gian trung bình 29.53 ngày, Mặt Trăng hoàn thành trọn vẹn một chu kỳ pha mặt trăng. Con người có thể nhận dạng chung các pha mặt trăng trong khoảng thời gian vài ngày khi nhìn lên mặt trăng. Không giống như các ngôi sao và phần lớn các hành tinh, ánh sáng phản xạ từ mặt trăng đủ sáng để quan sát được vào ban ngày.
Một số cảnh tượng mặt trăng đáng chú ý nhất xảy ra vào pha trăng tròn gần lúc mặt trời mọc hoặc lặn. Mặt Trăng ở trên đường chân trời trông có vẻ to hơn do hiệu ứng được gọi là ảo ảnh mặt trăng. Ánh sáng phản chiếu từ bề mặt mặt trăng phải đi qua khí quyển và điều này làm cho mặt trăng trông có màu cam và/hoặc đỏ.

### Sao chổi
Sao chổi chỉ hiếm khi xuất hiện trên bầu trời đêm. Các sao chổi được chiếu sáng bởi Mặt Trời, và đuôi của chúng kéo dài về phía xa mặt trời hơn. Một sao chổi với đuôi có thể nhìn thấy được là điều khá bất thường - một sao chổi lớn xuất hiện khoảng một thập kỷ một lần. Chúng có xu hướng chỉ xuất hiện trong thời gian ngắn trước khi mặt trời mọc hoặc sau khi mặt trời lặn vì đó là những thời điểm chúng đủ gần với mặt trời để đuôi hiện ra nổi bật.

### Mây
Các đám mây che phủ và hạn chế tầm nhìn của những thiên thể khác trên bầu trời, mặc dù độ dày của lớp mây che phủ khác nhau có ảnh hưởng khác nhau. Một đám mây ti rất mỏng phía trước mặt trăng có thể tạo ra một vòng tròn màu sắc cầu vồng xung quanh mặt trăng. Các ngôi sao và hành tinh quá nhỏ hoặc quá mờ nhạt để có hiệu ứng này, và chúng thường chỉ bị mờ đi ngay (thường tới mức không thấy được). Một lớp mây che phủ dày hơn che khuất hoàn toàn thiên thể, làm cho bầu trời tối đen hoặc phản chiếu ánh đèn thành phố trở lại mặt đất. Các đám mây thường đủ gần để có thể cảm nhận về độ sâu, mặc dù chúng khó có thể nhìn thấy nếu không có ánh trăng hoặc ô nhiễm ánh sáng.

### Các vật thể khác

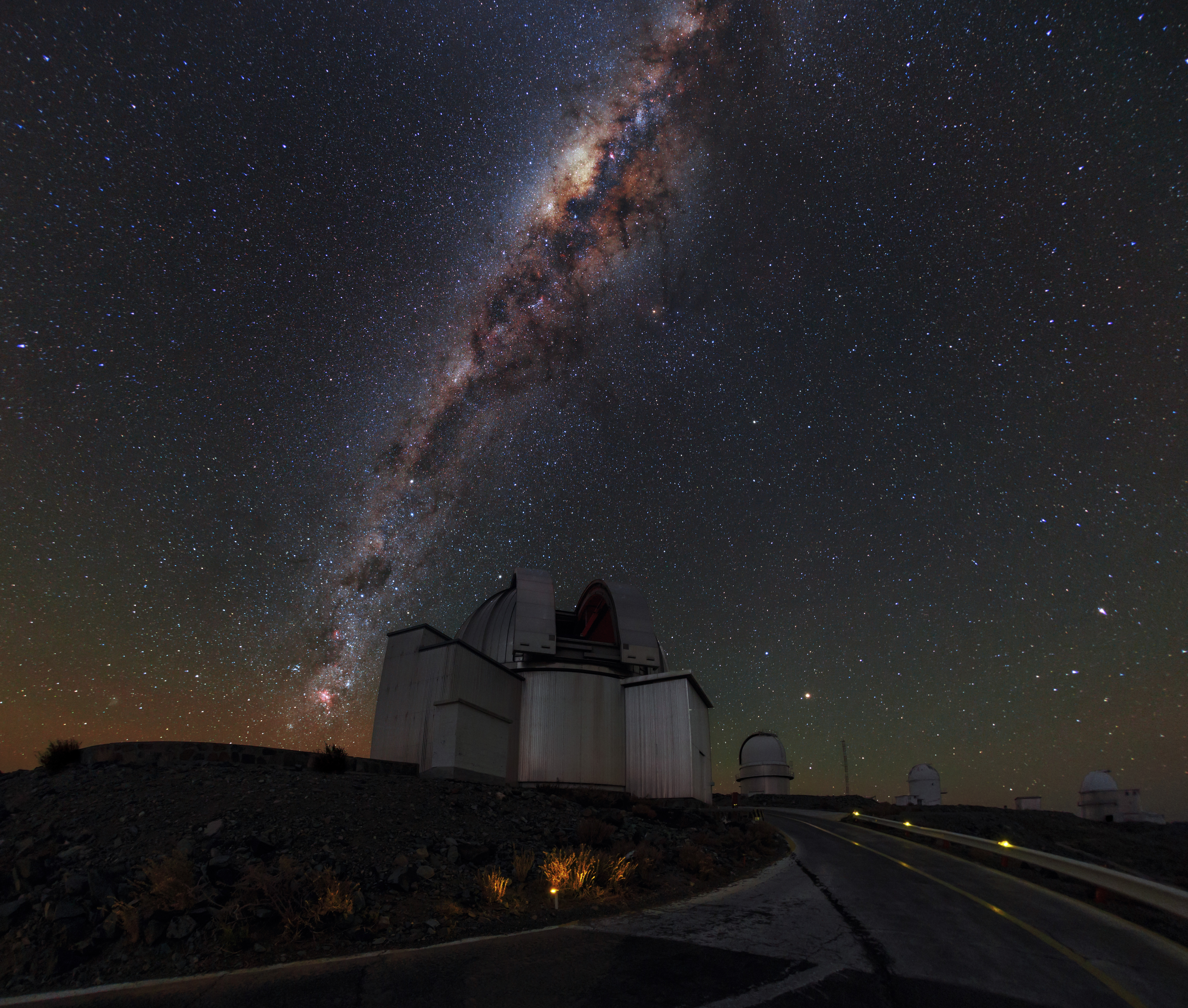
Dải Ngân Hà bao gồm hàng tỉ các ngôi sao, được xếp vào hai cấu trúc đặc biệt khác nhau: vùng quầng và vùng đĩa.

Vào những đêm tối trong mây ở những vùng không có ô nhiễm, khi mặt trăng mỏng hoặc ở dưới chân trời, dải Ngân Hà, trông giống một dải bụi lớn, có thể được thấy.
Các Đám mây Magellan ở bầu trời phương nam dễ bị nhầm là các đám mây trên Trái Đất (do đó có tên) nhưng thực ra là những tập hợp sao được tìm thấy bên ngoài dải Ngân Hà, được gọi là thiên hà lùn.
Ánh sáng hoàng đạo là một vầng ánh sáng xuất hiện ở gần điểm mà mặt trời sắp sửa mọc hoặc vừa lặn, và được gây ra bởi ánh sáng mặt trời tương tác với đám bụi liên hành tinh.
Không lâu sau khi mặt trời lặn và trước khi mặt trời mọc, các vệ tinh nhân tạo có thể thấy được và trông giống như những vì sao—có độ sáng và kích thước tương tự—nhưng di chuyển khá nhanh. Các vệ tinh bay trên quỹ đạo Trái Đất tầm thấp chạy ngang qua bầu trời chỉ trong vài phút. Một số vệ tinh, bao gồm cả các mảnh vụn không gian, trông có vẻ nhấp nháy hoặc có một sự dao động tuần hoàn về độ sáng bởi chúng đang quay. Các lóa vệ tinh có thể được trông thấy trong đêm sáng hơn cả Sao Kim, với các ví dụ đáng chú ý bao gồm Trạm Vũ trụ Quốc tế (ISS) và các Vệ tinh Iridium.
Các thiên thạch (thường được gọi là sao băng) chạy ngang qua bầu trời là hiện tượng rất hiếm khi xảy ra. Trong khi có mưa sao băng, chúng thường diễn ra trung bình một phút với những khoảng thời gian không đều, nhưng nếu không phải mưa sao băng thì sự xuất hiện của chúng là một điều bất ngờ ngẫu nhiên. Đôi khi, một sao băng có thể sẽ tạo ra một vệt sáng thoáng qua trên bầu trời và chúng có thể rất sáng so với bầu trời đêm.
Máy bay cũng có thể được nhìn thấy vào ban đêm, có thể phân biệt được ở một khoảng cách so với các vật khác bởi ánh đèn định vị của chúng nhấp nháy trong đêm.